# Ralf Liivar
Ralf Liivar (Tallinn, 2 aprile 1903 – Tallinn, 14 giugno 1990) è stato un calciatore estone, di ruolo difensore.

## Carriera

### Club
Ha sempre giocato nel campionato estone.

### Nazionale
Con la Nazionale ha partecipato alle Olimpiadi nel 1924.